# Toshiyuki Morikawa
Toshiyuki Morikawa (森川 智之?, Morikawa Toshiyuki; Yokohama, 26 gennaio 1967) è un doppiatore giapponese (seiyū) affiliato con la Arts Vision. Il suo nome viene talvolta traslitterato per errore come Tomoyuki.
È noto per aver doppiato Minato Namikaze in Naruto: Shippuden, Ener in One Piece, Bondewd in Made in Abyss, Yoshikage Kira in Le Bizzarre Avventure di JoJo e Dante nel franchise di Devil May Cry. Nel 2003, ha lavorato con Fumihiko Tachiki per formare la band "2HEARTS"

## Biografia
Ha frequentato la Katsuya Seiyū Academy ed era nella stessa classe di Kotono Mitsuishi, Chisa Yokoyama, Wataru Takagi, Sachiko Sugawara e Michiko Neya. Per via della sua voce profonda ha spesso dato voce a personaggi dall'atteggiamento imponente.

## Doppiaggio

### Anime
- A Couple of Cuckoos (Souichirou Amano)[1]
- After War Gundam X (Shagia Frost)
- Alé alé alé o-o (Kamiya Atsushi)
- Allison & Lillia (Travas)
- Apocripha/0 (Jade Davis)
- Aquarion (Touma)
- Banana Fish (Blanca)
- Berserk (Grifis)
- Black Lagoon (Mr. Chang)
- Bleach (Isshin Kurosaki, Kaname Tōsen, Tsubaki)
- Black Clover (Julius Novachrono)
- Bungo Stray Dogs (Edgar Allan Poe)
- Saigo no door o shimero! (Honda)
- D.Gray-man (Tyki Mikk)
- Damekko Doubutsu (Yunihiko)
- Detective Conan (Shukichi Haneda)
- Devil May Cry (Dante)
- Digimon Adventure 02 (Mummymon, MaloMyotismon, Yukio Oikawa)
- Fairy Tail (Mard Geer Tartaros)
- Flint a spasso nel tempo (Wolfgang Amadeus Mozart)
- Full Metal Panic? Fumoffu (Atsunobu Hayashimizu)
- Pretty Cure Splash☆Star (Goyan)
- F-Zero: GP Legend (Ryu Suzaku (Rick Wheeler))
- Gakuen Heaven (Hideaki Nakajima)
- Gachiakuta (Regto)
- Gallery Fake (Reiji Fujita)
- Genocyber (Sly)
- Glass Mask (Masumi Hayami)
- Gokinjo Monogatari (Yūsuke Tashiro)
- Gundam Wing (Otto)
- Hajime no Ippo (Alexander Volg Zangief)
- Harukanaru toki no naka de (Nue)
- Initial D: Fourth Stage (Daiki Ninomiya)
- InuYasha (Naraku; sostituto di Hiroshi Yanaka)
- Juuni Senshi Bakuretsu Eto Ranger (Pochirō, Hols)
- Junjou Romantica (Ryuichiro Isaka)
- Kenja no mago (Oliver Schtrom)
- Key the Metal Idol (Shuuichi Tataki)
- Kindaichi Case Files (Kengo Akechi)
- King of Bandit Jing (Master Gear)
- Kinnikuman Nisei (Terry the Kid)
- Kinnikuman Perfect Origin Arc (Akuma Shogun)
- Konjiki no Gash Bell!! Movie 1: Unlisted Demon 101 (Wiseman)
- Kouryu Densetsu Villgust (Kui)
- Kuroshitsuji (Sebastian Michaelis, first drama CD)
- Kyo Kara Maoh! (Conrad Weller)
- Last Exile (Alex Rowe)
- Le bizzarre avventure di JoJo: Diamond is Unbreakable (Yoshikage Kira)
- Legend of the Mystical Ninja (Seppukumaru)
- Made in Abyss (Bondrewd)
- Madlax (Carrossea Doon)
- Mahou Sensou (Tsuganashi Aiba)
- Mamotte Shugogetten (Miyauchi Izumo)
- Maze (Chic)
- La malinconia di Haruhi Suzumiya (Yutaka Tamaru)
- Mikami Agenzia Acchiappafantasmi (Peter)
- Mobile Battleship Nadesico (Genichiro Tsukiomi)
- Mobile Suit Victory Gundam (Kill Tandon, Kuffu Salomon, Metchet Rubence)
- Monkey Typhoon (Saitosu)
- Mushoku Tensei: Isekai Ittara Honki Dasu (Paul Greyrat)
- Nana (Takumi Ichinose)
- Naruto (Kimimaro Kaguya, Murasame)
- Naruto Shippuden (Kimimaro Kaguya, Minato Namikaze)
- Night Head Genesis (Naoto Kirihara)
- One Piece (Ener, Hacchan)
- Otogi-Jushi Akazukin (Jedo)
- Panty & Stocking with Garterbelt (Tom Croose)
- Peacemaker Kurogane (Tatsunosuke Ichimura)
- Please Save My Earth (Jinpachi)
- Pokémon (Haunter, Mudkip, Bruno, Wallace)
- Saint Beast (Seiryuu no Gou)
- Saint Tail (Manato Sawatari)
- Saiunkoku Monogatari (Shuuei Ran)
- Saiyuki (Homura)
- Shuffle! (King of Devils)
- Slam Dunk (Yohei Mito, Toki Kuwata, Kazuo Araki, Nobunaga Kiyota)
- Slayers Next (Keith Balzac)
- Speed Grapher (Chouji Suitengu)
- Spider-Man: The Animated Series (Spider-Man (Christopher Daniel Barnes))
- Star Wars: Clone Wars (Obi-Wan Kenobi (James Arnold Taylor))
- Sukisho (Ryouya Kozuki)
- Ranma ½ (serie animata 2024) (Ono Tofu)
- Robotics;Notes(Kimijima)
- Super Robot Wars Original Generation: The Animation (Kyosuke Nanbu)
- Super Robot Wars Original Generation: Divine Wars (Kyosuke Nanbu)
- Tekkaman Blade (Takaya Aiba "D-Boy"/Tekkaman Blade)
- Tekkaman Blade II (Takaya Aiba "D-Boy"/Tekkaman Blade)
- Tekken: Bloodline (Hwoarang)
- Tenchi Muyo! in Love (Young Nobuyuki Masaki)
- Tenjho Tenge (Mitsuomi Takayanagi)
- Tokyo Mew Mew (Ron Yuebing)
- Ultimate Muscle (Terry the Kid)
- Undead Unluck (Feng Kowloon)
- Winter Cicada (Fuyu no Semi) (Akizuki Keiichiro)
- X (Seiichirō Aoki)
- Yami no Matsuei (Tatsumi Seiichirou)
- Yu-Gi-Oh! (Katsuya Jonouchi (Joey Wheeler))
- Yu Yu Hakusho (Shishiwakamaru)
- Zombie Loan (Bekkō)

### Film anime
- Animatrix (Duo)
- Eiga HappinessCharge Pretty Cure! - Ningyō no Kuni no ballerina (Black Fang)
- Final Fantasy VII: Advent Children (Sephiroth)
- Fuyu no semi / Winter Cicada (Keiichirou Akizuki)
- Gokinjo Monogatari The Movie (Yūsuke Tashiro)
- Haru wo Daiteita (Iwaki Kyôsuké)
- Il Signore degli Anelli - La guerra dei Rohirrim (Haleth)
- Kirepapa (Takasukasa Chihiro)
- Last Order: Final Fantasy VII (Sephiroth)
- Look Back (uomo del manga 4-koma)
- Made in Abyss: Dawn of the Deep Soul: (Bondrewd)
- Otaku no Video (Iiyama)
- Ultraman: Super Fighter Legend (Ultraman)
- Shiritsu Araisou Kouttou Gakkou Seitokai Shikkoubu (Kubota Makoto)
- Tales of Phantasia: The Animation (Dhaos)
- Tales of Symphonia: The Animation (Yuan)

### Drama CD
- Boku no Koe (Kurosawa Hideyumi)
- Gakuen Heaven (Nakajima Hideaki)
- Haru wo Daiteita (Iwaki Kyousuke)
- Koi no Annainin (Takaoka Hirotaka)
- Kyo Kara Maoh! (Conrad Weller)
- Shiritsu Araisou Kouttou Gakkou Seitokai Shikkoubu (Kubota Makoto)
- Slavers Series
- Wild Adapter (Kubota Makoto)

### Videogiochi
- Assassin's Creed II (Leonardo da Vinci)
- Assassin's Creed: Brotherhood (Leonardo da Vinci)
- BCV: Battle Construction Vehicles (Tamanojo Matsubayama)
- BioShock (Atlas)
- Bleach: Shattered Blade (Kaname Tōsen)
- Bleach: Soul Resurrección (Isshin Kurosaki)
- Bleach: Brave Souls (Isshin Kurosaki)
- Bleach: Rebirth of Souls (Kaname Tōsen, Isshin Kurosaki)
- Brave Story: New Traveler (Kee Keema)
- Breath of Fire 6 (Klaus)
- Capcom Fighting Jam (Ryu)
- Capcom vs. SNK: Millennium Fight 2000 (Ryu)
- Capcom vs. SNK 2 (Ryu, Hon Fu)
- Crisis Core: Final Fantasy VII (Sephiroth)
- Crisis Core: Final Fantasy VII Reunion (Sephiroth)
- Cyberpunk 2077 (Johnny Silverhand)
- Devil May Cry 4: Special Edition (Dante)
- Devil May Cry 5 (Dante)
- Dissidia Final Fantasy (Sephiroth)
- Dissidia 012 Final Fantasy (Sephiroth)
- Dissidia Final Fantasy NT (Sephiroth)
- Dragalia Lost (Alberius, Pluto)
- Dragon Force II: Kamisarishi Daichi ni (Bartz)
- Dragon Quest III HD-2D Remake (Ruban Hood)
- Fatal Fury 3: Road to the Final Victory (Bob Wilson, Hon Fu)
- Fighting for One Piece (Ener)
- Final Fantasy VII Remake (Sephiroth)
- Final Fantasy VII: Ever Crisis (Sephiroth)
- Final Fantasy VII Rebirth (Sephiroth)
- Fire Emblem Heroes (Sigurd)
- Fire Emblem: Engage (Sigurd)
- Fist of the North Star: Lost Paradise (Rei)
- Forever Kingdom (Felk)
- Front Mission 5: Scars of the War (Walter Feng)
- Gakuen Heaven (Nakajima Hideaki)
- Granblue Fantasy (Osanne, Rivera (2^ voce), Seruel)
- Growlanser III: The Dual Darkness (Vincent Kreuzweir)
- Halo: Reach (Carter-A259/Noble 1)
- Infinite Space (Yuri (adulto))
- JoJo's Bizarre Adventure: All Star Battle (Diavolo)
- JoJo's Bizarre Adventure: Eyes of Heaven (Diavolo)
- JoJo's Bizarre Adventure: Last Survivor (Yoshikage Kira)
- JoJo's Bizarre Adventure: All Star Battle R (Yoshikage Kira, Kosaku Kawajiri)
- Kingdom Hearts (Sephiroth)
- Kingdom Hearts II (Sephiroth)
- Kingdom Hearts Birth by Sleep (Il Principe)
- Kyo Kara Maoh! Oresama Quest (Conrad Weller; versione PC)
- Kyo Kara Maoh! Hajimari no Tabi (Conrad Weller; versione PS2)
- Lamento ~ Beyond the Void~ (Rai)
- Magna Carta: Tears of Blood (Agreian Jei Owen)
- Marvel vs. Capcom: Clash of Super Heroes (Ryu, Unknown Soldier, Shadow)
- Marvel vs. Capcom 2: New Age of Heroes (Ryu, Charlie Nash, Hayato Kanzaki)
- Marvel vs. Capcom 3: Fate of Two Worlds (Dante)
- Marvel Super Heroes vs. Street Fighter (Shadow)
- Namco × Capcom (Ryu, Heishirō Mitsurugi)
- Naruto: Gekitou Ninja Taisen! 4 (Kimimaro Kaguya)
- Naruto: Ultimate Ninja 3 (Kimimaro Kaguya)
- Naruto Shippuden: Ultimate Ninja 4 (Kimimaro Kaguya)
- Naruto: The Broken Bond (Kimimaro Kaguya)
- Naruto: Ultimate Ninja Storm (Kimimaro Kaguya)
- Naruto Shippuden: Ultimate Ninja Heroes 3 (Minato Namikaze)
- Naruto Shippuden: Ultimate Ninja Storm 2 (Minato Namikaze)
- Naruto Shippuden: Gekitou Ninja Taisen! EX Special (Minato Namikaze)
- Naruto Shippuden: Ultimate Ninja Impact (Minato Namikaze)
- Naruto Shippuden: Ultimate Ninja Storm Generations (Kimimaro Kaguya, Minato Namikaze)
- Naruto Shippuden: Ultimate Ninja Storm 3 (Minato Namikaze, Kimimaro Kaguya)
- Naruto Shippuden: Ultimate Ninja Storm Revolution (Kimimaro Kaguya, Minato Namikaze)
- Naruto Shippuden: Ultimate Ninja Storm 4 (Kimimaro Kaguya, Minato Namikaze)
- Naruto to Boruto: Shinobi Striker (Minato Namikaze)
- Naruto x Boruto Ultimate Ninja Storm Connections (Kimimaro Kaguya, Minato Namikaze)
- Nioh (Hattori Hanzo)
- One Piece: Grand Battle 3 (Ener)
- One Piece: Grand Battle (Ener)
- One Piece: Pirates' Carnival (Ener)
- One Piece: Unlimited Adventure (Ener)
- One Piece Unlimited Cruise 1: Il Tesoro Sommerso (Ener)
- One Piece Unlimited Cruise 2: Il Risveglio di un Eroe (Ener)
- One Piece: Pirate Warriors (Hacchan)
- One Piece: Unlimited Cruise SP 2 (Ener)
- One Piece: Romance Dawn (Hacchan)
- One Piece: Pirate Warriors 2 (Ener, Hacchan)
- One Piece: Unlimited World Red (Ener)
- One Piece: Pirate Warriors 3 (Ener, Hacchan)
- One Piece: Burning Blood (Ener)
- Ore no Shikabane o Koete Yuke (Korinoouji, varie divinità)
- Persona 2: Eternal Punishment (Kei Nanjo)
- Plasma Sword: Nightmare of Bilstein (Hayato Kanzaki, Black Hayato)
- Popful Mail (Kazyr)
- Project Justice: Rival Schools 2 (Roberto Miura)
- Project X Zone 2 (Leon S. Kennedy, Dante, Black Hayato)
- Real Bout Fatal Fury Special (Bob Wilson, Hon Fu)
- Real Bout Fatal Fury 2: The Newcomers (Bob Wilson, Hon Fu)
- Resident Evil 6 (Leon S. Kennedy)
- Resident Evil: Operation Raccoon City (Leon S. Kennedy)
- Resident Evil 2 (videogioco 2019) (Leon S. Kennedy)
- Resident Evil 4 (videogioco 2023) (Leon S. Kennedy)
- REYNATIS (Soukuu Makabe)
- Rival Schools: United by Fate (Roberto Miura)
- Sengoku Basara 2 (Katakura Kojūrō)
- Sengoku Basara X (Katakura Kojūrō)
- Sengoku Basara: Battle Heroes (Katakura Kojūrō)
- Sengoku Basara: Samurai Heroes (Katakura Kojūrō)
- Sengoku Basara: Chronicle Heroes (Katakura Kojūrō)
- Sengoku Basara 4 (Katakura Kojūrō)
- Sengoku Basara: The Legend of Sanada Yukimura (Katakura Kojūrō)
- Shin Megami Tensei: Strange Journey Redux (Mastema)
- Shin Megami Tensei III: Nocturne HD Remaster (Dante)
- Shin Megami Tensei V (Aogami/Susano-o)
- Shin Megami Tensei V: Vengeance (Aogami/Susano-o)
- Shinobi (Moritsune)
- Silent Bomber (Jutah Fate)
- SNK vs. Capcom: SVC Chaos (Ryu)
- Soul Edge (Heishirō Mitsurugi)
- Soulcalibur (Heishirō Mitsurugi)
- Soulcalibur II (Heishirō Mitsurugi)
- Soulcalibur III (Heishirō Mitsurugi)
- Soulcalibur Legends (Heishirō Mitsurugi)
- Soulcalibur IV (Heishirō Mitsurugi)
- Soulcalibur: Broken Destiny (Heishirō Mitsurugi)
- Soulcalibur V (Heishirō Mitsurugi)
- Soulcalibur VI (Heishirō Mitsurugi)
- Speed Power Gunbike (Nouno, Gunbike Prototype)
- Street Fighter Alpha: Warriors' Dreams (Charlie Nash)
- Street Fighter Alpha 2 (Charlie Nash)
- Street Fighter Alpha 3 (Ryu, Charlie Nash)
- Street Fighter EX 2 (Hayate)
- Super Robot Wars Alpha (Metchet Rubence)
- Super Robot Wars Alpha Gaiden (Shagia Frost)
- Super Robot Wars Impact (Kyosuke Nanbu)
- Super Robot Wars OG: Original Generations (Kyosuke Nanbu)
- Super Robot Wars A Portable (Genichiro Tsukuyomi)
- Super Robot Wars Z (Shagia Frost, Toma)
- Super Robot Wars X (Alfried Gallant)
- Super Robot Wars 30 (Kyosuke Nanbu, Knight Detective Duke, Duke Fire)
- Super Smash Bros. Ultimate (Sephiroth)
- Tales of Phantasia (Dhaos; versione PSP)
- Tales of Symphonia (Yuan)
- Tales of Symphonia: Dawn of the New World (Yuan)
- Tales of Berseria (Eizen)
- Tatsunoko vs. Capcom: Ultimate All Stars (Tekkaman Blade)
- Tekken 3 (Hwoarang)
- Tekken Tag Tournament (Hwoarang)
- Tekken 4 (Hwoarang)
- Teppen (Dante)
- The DioField Chronicle (Narratore)
- The First Berserker: Khazan (Khazan)
- The Legend of Heroes: Trails from Zero (Arios Maclaine)
- The Legend of Heroes: Trails to Azure (Arios Maclaine)
- The Legend of Heroes: Akatsuki no Kiseki (Arios Maclaine)
- The Legend of Heroes: Trails into Reverie (Arios Maclaine, Teo Schwarzer)
- Tokimeki Memorial Girl's Side: 2nd Kiss (Wakaouji Takafumi)
- Triangle Strategy (Lionel Khapita)
- Ultimate Marvel vs. Capcom 3 (Dante)
- Wuthering Waves (Calcharo)
- X-Men vs. Street Fighter (Charlie Nash)
- Yakuza 5 (Tatsuo Shinada)

### Ruoli di doppiaggio
- 2 Fast 2 Furious (Brian O'Conner (Paul Walker))
- Alien vs. Predator (Sebastian De Rosa (Raoul Bova))
- Gli ultimi fuorilegge (Jesse James (Colin Farrell))
- Indiavolato (Elliot Richards (Brendan Fraser))
- Big Fish - Le storie di una vita incredibile (Young Edward Bloom (Ewan McGregor))
- Black Hawk Down (John Grimes (Ewan McGregor))
- Black Rain - Pioggia sporca (Detective Charlie Vincent (Andy García))
- Nato il quattro luglio (Ron Kovic (Tom Cruise))
- Bounce (Buddy Amaral (Ben Affleck))
- I segreti di Brokeback Mountain (Ennis del Mar (Heath Ledger))
- I fratelli Grimm e l'incantevole strega (Jakob Grimm (Heath Ledger))
- Reazione a catena (film 1996) (Morning TV) (Eddie Kasalivich (Keanu Reeves))
- Cambia la tua vita con un click (Michael Newman (Adam Sandler))
- Collateral (Vincent (Tom Cruise))
- Das Experiment (Prisoner #77 - Tarek Fahd (Moritz Bleibtreu))
- Deep Rising (TV edition) (Billy (Clint Curtis))
- Dharma & Greg (Gregory "Greg" Clifford Montgomery (Thomas Gibson))
- L'ombra del diavolo (Morning and daytime TV) (Francis Austin McGuire (Brad Pitt))
- Devil May Cry (Dante, Johnny Yong Bosch)
- Drawn Together (Captain Hero, Jess Harnell)
- Eyes Wide Shut (Doctor William "Bill" Harford (Tom Cruise))
- The Fast and the Furious (Brian O'Conner (Paul Walker))
- Final Destination 2 (Evan Lewis (David Paetkau))
- Flightplan (Gene Carson (Peter Sarsgaard))
- Godzilla (Nick Tatoupolis (Matthew Broderick))
- Herbie - Il super Maggiolino ("Trip" Murphy (Matt Dillon))
- Radio Killer (Lewis Thomas (Paul Walker))
- Wang-ui namja (Jang-Seng (Kam Wu-seong))
- La casa sul lago del tempo (DVD edition) (Alex Wyler (Keanu Reeves))
- L'ultimo samurai (Captain Nathan Algren (Tom Cruise))
- La rivincita delle bionde (Emmett Richmond (Luke Wilson))
- I magnifici sette (The Magnificent Seven) (Chris Adams (Yul Brynner))
- Matrix (Fuji edition) (Neo (Keanu Reeves))
- The Mexican - Amore senza sicura (Morning TV) (Jerry Welbach (Brad Pitt))
- Mission: Impossible (TV Asahi edition) (Ethan Hunt (Tom Cruise))
- Mission: Impossible 2 (TV Asahi edition) (Ethan Hunt (Tom Cruise))
- Mission: Impossible III (Theater and DVD edition) (Ethan Hunt (Tom Cruise))
- Le nebbie di Avalon (Lancelot (Michael Vartan))
- La mummia (Richard "Rick" O'Connell (Brendan Fraser))
- La mummia - Il ritorno (Richard "Rick" O'Connell (Brendan Fraser))
- Munich (Avner Kaufman (Eric Bana))
- La storia infinita 2 (Bastian's father (John Wesley Shipp))
- Una notte al museo (Jedediah Smith (Owen Wilson))
- Ortone e il mondo dei Chi (Jim Carrey)
- Le riserve (DVD edition) (Shane Falco (Keanu Reeves))
- La regola del sospetto (James Douglas Clayton (Colin Farrell))
- Secret Level (Pilota (Keanu Reeves))
- Seven (Detective Seargent Mills (Morning TV) (Brad Pitt))
- Sonic - Il film 3 (Shadow (Keanu Reeves))
- Signs (Merrill Hess (Joaquin Phoenix))
- Spider-Man 3 (Edward "Venom" Allan Charles Brock (Topher Grace))
- Spy Game (Eastern TV) (Tom Bishop (Brad Pitt))
- Stand by Me - Ricordo di un'estate (Ace Merrill (Kiefer Sutherland))
- Star Trek: Voyager (Tom Paris (Robert Duncan McNeill))
- Star Wars: Episodio I - La minaccia fantasma (Obi-Wan Kenobi (Ewan McGregor))
- Star Wars: Episodio II - L'attacco dei cloni (Obi-Wan Kenobi (Ewan McGregor))
- Star Wars: Episodio III - La vendetta dei Sith (Obi-Wan Kenobi (Ewan McGregor))
- Stay - Nel labirinto della mente (Doctor Sam Foster (Ewan McGregor))
- S.W.A.T. - Squadra speciale anticrimine (Officer Jim Street (Colin Farrell))
- Sweet November - Dolce novembre (DVD edition) (Nelson Moss (Keanu Reeves))
- Taegukgi (Jin-tae (Jang Dong-gun))
- Team America: World Police (Gary Johnston (Trey Parker))
- Ultraman: The Ultimate Hero (Kenichi Kai/Ultraman (Kane Kosugi))
- The Village (Lucius Hunt (Joaquin Phoenix))
- La guerra dei mondi (Ray Ferrier (Tom Cruise))
- Wild Wild West (Captain Jim West (Will Smith))
- The Watcher (DVD edition) (David Allen Griffin (Keanu Reeves))